# Franciszek I d’Este

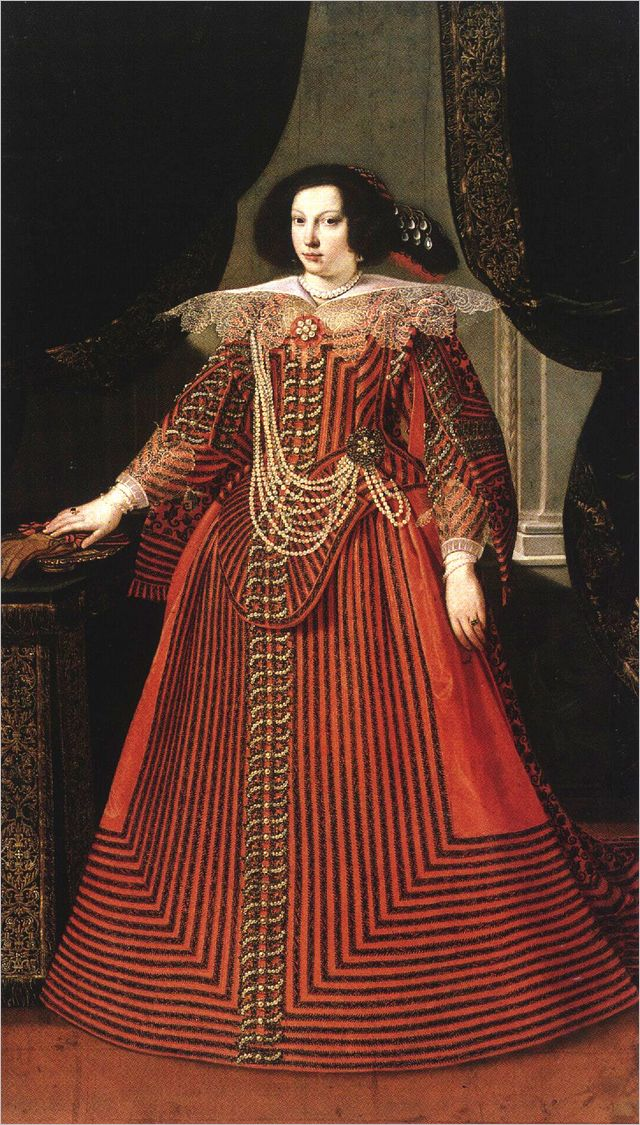
Maria Farnese, pierwsza żona Franciszka

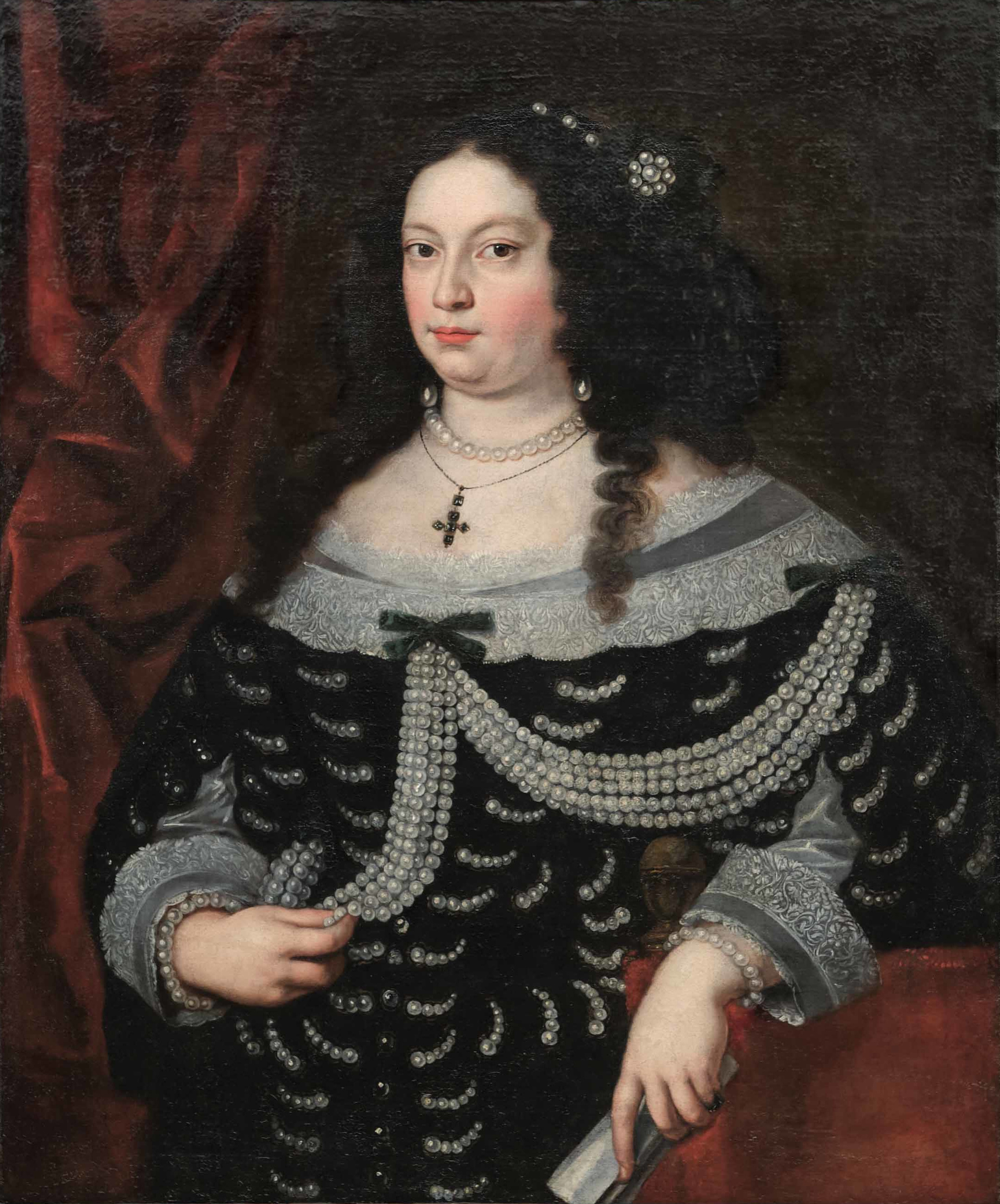
Wiktoria Farnese, druga żona Franciszka

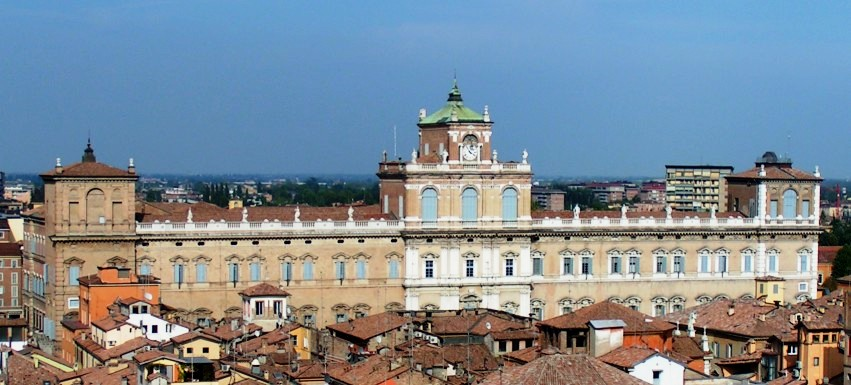
Barokowy Pałac Książęcy w Modenie (obecnie szkoła wojskowa)

Franciszek I d’Este, wł. Francesco I d’Este (ur. 6 września 1610, zm. 14 października 1658) – książę Modeny i Reggio od roku 1629 do swojej śmierci.
Był najstarszym synem księcia Alfonsa III i jego ukochanej żony – Izabeli Sabaudzkiej, córki Karola Emanuela I Wielkiego, księcia Sabaudii. Księciem Modeny i Reggio został po tym, jak jego ojciec abdykował w 1629.
Na początku swoich rządów musiał zmierzyć się z zarazą, która trwała w latach 1630–1631 i zabiła 70% mieszkańców Modeny. W 1631 Franciszek poślubił Marię Katarzynę (1615–1646), córkę Ranuccio I Farnese i miał z nią 9 dzieci:
- Alfonsa d’Este (ur. i zm. 1632),
- Alfonsa IV (1634–1662), księcia Modeny,
- Isabellę d’Este (1635–1666), żonę Ranuccio II Farnese,
- Leonorę d’Este (1639–1640),
- Tedalda d’Este (1640–1643),
- Almerica d’Este (1641–1660),
- Leonorę d’Este (1643–1722),
- Marię d’Este (1644–1684), żonę Ranuccio II Farnese,
- Tedalda d’Este (ur. i zm. 1646).

Po wybuchu wojny trzydziestoletniej, Franciszek przyłączył się do Hiszpanii i najechał księstwo Parmy. Kiedy pojechał do Hiszpanii, gdzie spodziewał się otrzymać nagrodę za poparcie, wrócił z pustymi rękoma. Uzyskał jedynie Correggio za 230 tys. florenów.
W wojnie Castro, Franciszek poparł Wenecję, Parmę i Florencję przeciwko papieżowi Urbanowi VIII, aby odzyskać Ferrarę – dawną ziemię rodziny Este. Wojna zakończyła się 31 marca 1644, a Modeńczycy nie dostali nic. Franciszek, który zraził się do Hiszpanii, zawarł następnie sojusz z Francją, nie udało mu się zdobyć Cremony. Szala zwycięstwa w wojnie przechyliła się na stronę Hiszpanii, jednak Franciszek potwierdził swój sojusz z Francją poprzez małżeństwo swojego syna i następcy z Laurą Martinozzi, siostrzenicą kardynała Jules’a Mazarina.
Po udanym odparciu Hiszpanów, który najechali Mediolan, Franciszek poprowadził swoje wojska razem z Francuzami i Sabaudczykami – razem ze swoim synem podbił Alessandrię i Valenzę (1656–1657). W 1658 podbił również Mortara, ale zaraziwszy się malarią zmarł wkrótce w Santhià.

## Małżeństwa
Po śmierci Marii Katarzyny w 1646, Franciszek ożenił się z jej siostrą Wiktorią Farnese (zm. 1649). Miał z nią córkę:
- Wiktorię d’Este (1649–1656).

Następnie w 1654 ożenił się z Lukrecją Barberini (1628–1699), córką Taddeo Barberiniego. Miał z nią syna:
- Rinaldo d’Este (1655–1737), kardynała, księcia Modeny.

W sumie z trzech małżeństw miał 11 dzieci, a jego dwóch synów: Alfons IV i Reginald d’Este, zostało książętami Modeny.
Mimo swoich niewątpliwych uzdolnień militarnych i dowódczych, Franciszek miał łagodny charakter i był religijny. Przyczynił się do wzbogacenia Modeny, wybudował Pałac Książęcy, wielki teatr – Teatro della Spelta, Villa delle Pentetorri oraz port na kanale Naviglio. Odbudował też cytadelę.